# Liška obecná (houba)
Liška obecná (Cantharellus cibarius) je známá jedlá houba z čeledi liškovitých. Její žluté plodnice jsou kulinářsky ceněné.

## Název
Český název vychází z podobnosti mezi barvou plodnic a liščí srsti. Na Moravě a na Českomoravské vrchovině se tyto houby označují jako kuřátka, ve Slezsku kurky a na Slovensku jako kuriatka. Mezi její další lidové názvy patří kořátka, kuřičky či kurčata.

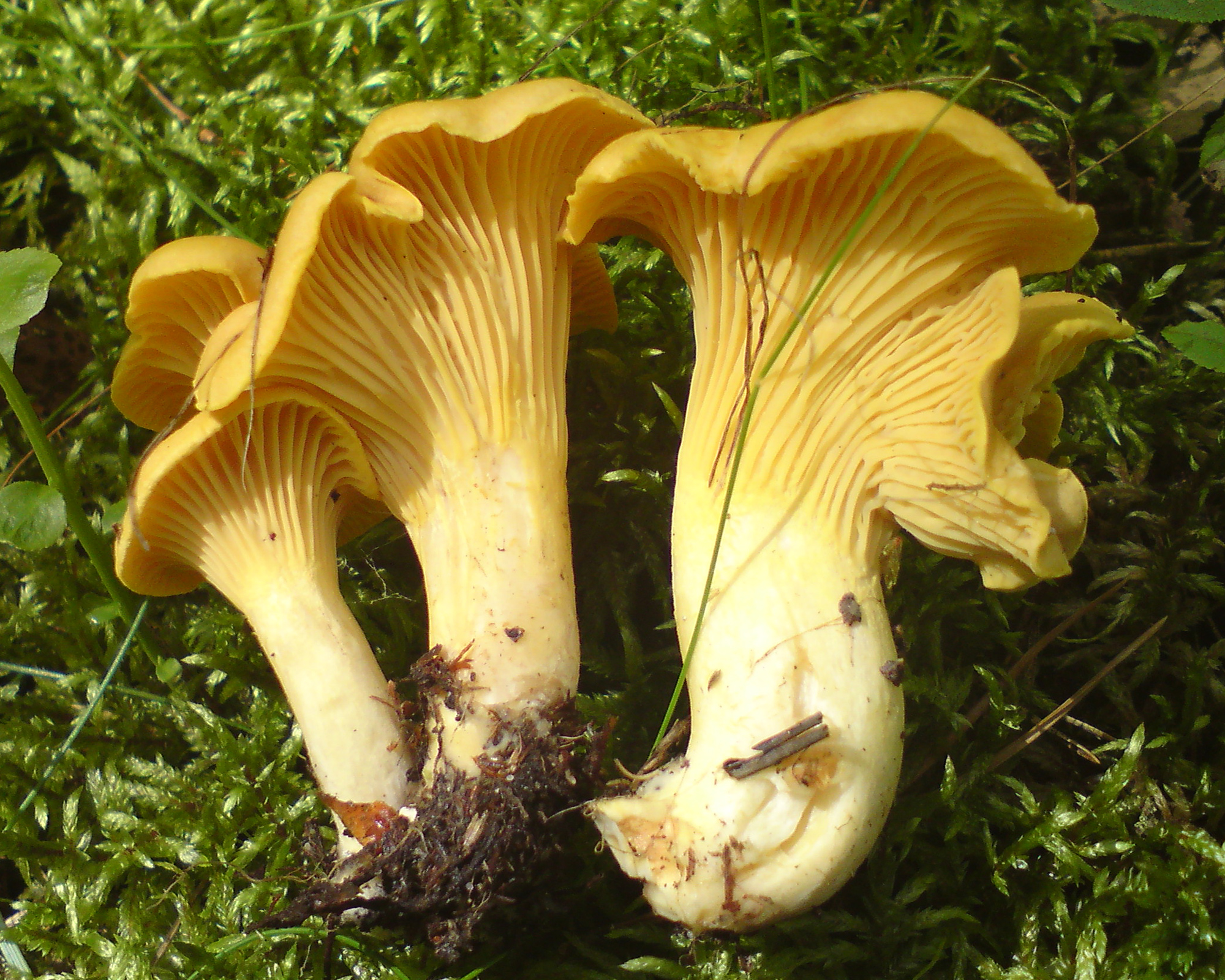
Detail plodnice

## Popis

### Makroskopický popis
Plodnice mají žlutou až oranžovou barvu. Jsou gymnokarpní – jejich hymenium je trvale obnažené.
Klobouk je žloutkově žluté barvy. V mládí je podvinutý, později se oplošťuje, jeho střed se prohlubuje a okraje se zprohýbávají. Klobouk je tenký, holý a matný, jeho šířka činí 2–7 cm. Má lištovitý hymenofor. Lišty jsou nízké s vidličnatými anastomózami a příčnými spojkami, sbíhají daleko na třeň.
Třeň je vysoký 3–6 cm, široký 1–2,5 cm, válcovitého tvaru se zúžením vespod. Je zbarven stejně nebo o něco světleji než klobouk.
Dužnina je bělavá, mírně nažloutlá. Voní po koření, zvláště mladé plodnice pak vykazují příjemnou meruňkovou vůni. Chutná mírně štiplavě, po pepři, proto je v němčině označována jako Pfifferling.

### Mikroskopický popis
Její výtrusný prach má nažloutlé zabarvení. Výtrusy jsou hladké, elipsoidního tvaru a velikosti 8–11 × 5–6 μm.

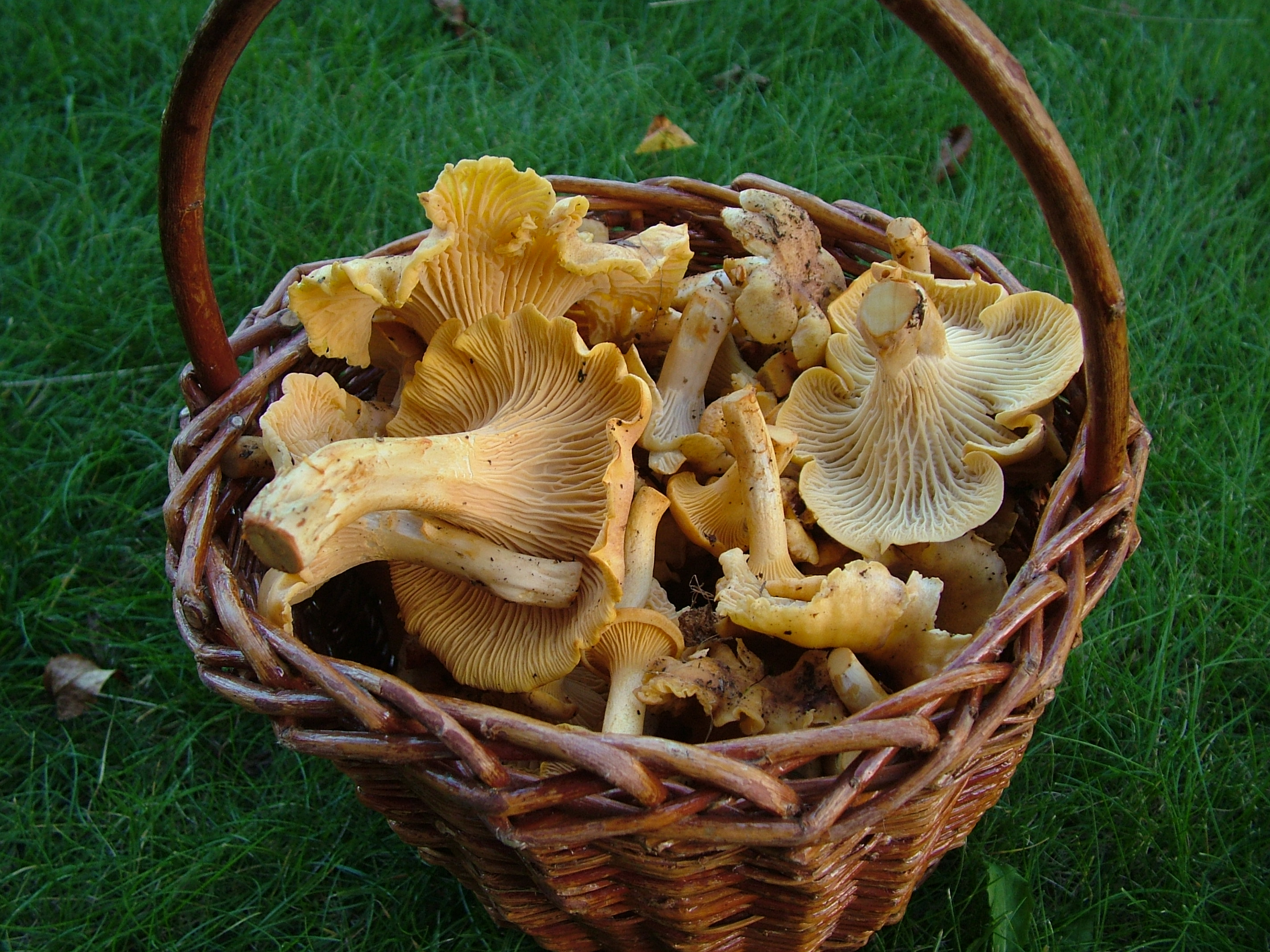
Sebrané lišky v košíku

## Rozšíření a výskyt
Liška obecná se vyskytuje v severnějších částech Evropy, v Severní Americe včetně Mexika, v Asii včetně Himálaje a v Africe včetně Zambie.
Lišku obecnou lze v České republice najít zejména v jehličnatých lesích v borůvčí, mechu a trávě. Žije v ektomykorhize s většinou stromů, zejména pak se smrky a borovicemi. Fruktifikuje od června do října, obzvlášť v srpnu a září. Plodnice bývají uspořádané do tzv. čarodějných kruhů, společně s podhoubím jsou situované na kružnici, v jejímž středu stojí hostitelský strom.

## Obsahové látky

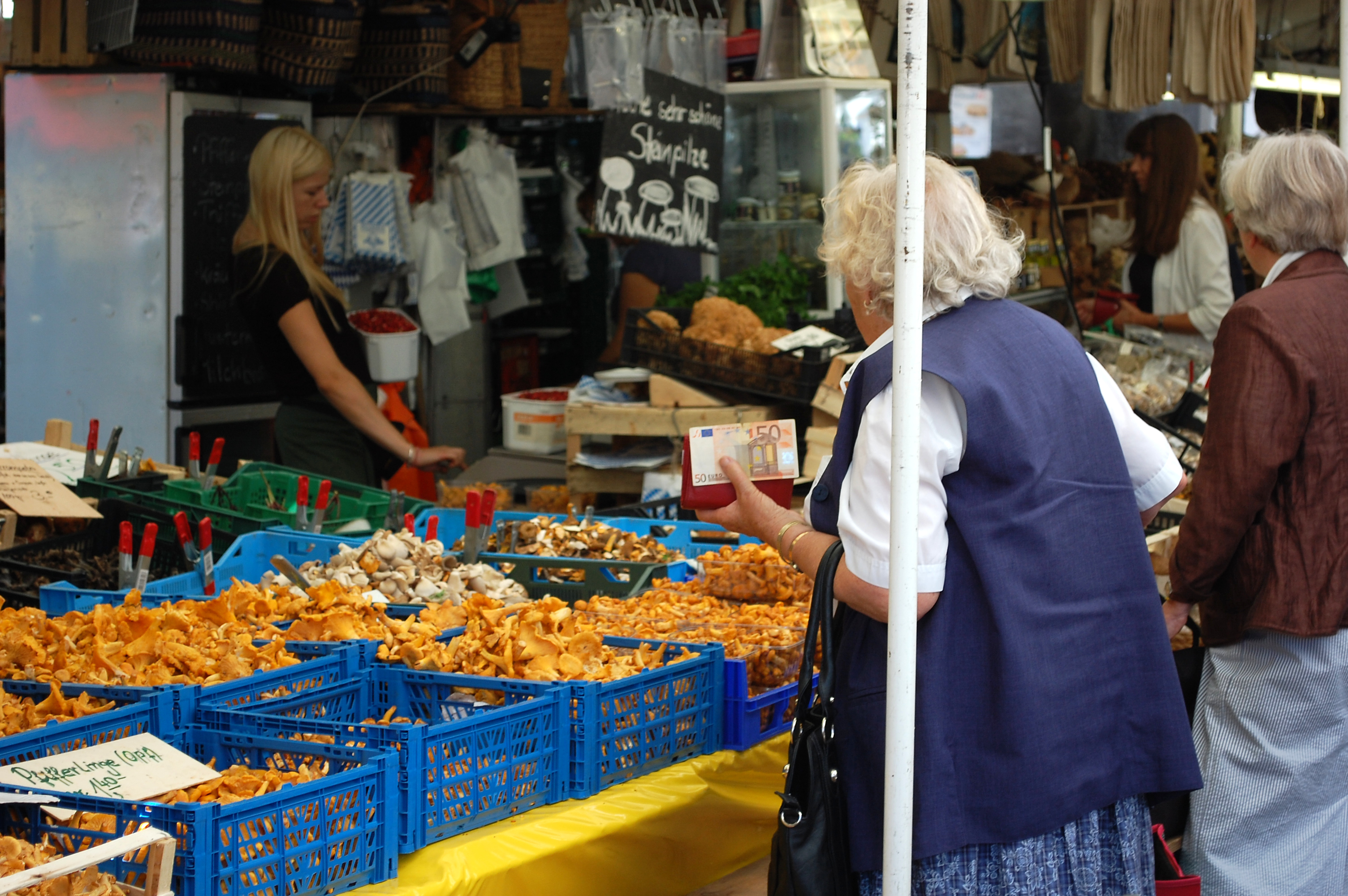
Prodej lišek na trhu v Mnichově (Viktualienmarkt)

Liška obsahuje vitamín C (0,4 g na 100 g čerstvé hmotnosti), je bohatá na draslík (0,5 g na 100 g čerstvé hmotnosti) a zařazuje se mezi nejbohatší známé zdroje vitamínu D, obsahuje ho až 212 MJ (5,3 μg) na 100 g čerstvé hmotnosti. Obsahuje insekticidní látky, je odolná proti červivění.

## Využití
Liška obecná je jedlá, ceněná a chuťově výtečná, se specifickým aroma. Díky obsahu chuťových látek rozpustných v tucích se liška výborně vyjímá ve smetanových omáčkách či v kyselých mléčných polévkách, taktéž se nakládá do octa. Je vhodná k drcení na kořenící houbový prášek. Je také možné ji zamrazovat. Plodnice má pevnou konzistenci, kterou si zachovává i při tepelné úpravě, je však poněkud těžce stravitelná. Nečerviví a dobře snáší transport.
Liška obecná je tržní houbou jak v Česku, tak ve všech zemích, kde se vyskytuje. Je významným artiklem v celosvětovém měřítku, ročně se jí prodá asi 150–200 tisíc tun v celkové hodnotě 1,5 miliardy dolarů. Tato produkce pochází výhradně ze sběru ve volné přírodě. Pokusy o umělé pěstování lišek byly sice úspěšné, avšak ekonomicky nevýhodné.
První záznamy o její konzumaci pocházejí ze 16. století, obecné známosti však dosáhla až s rozšiřováním francouzské kuchyně ve století 18., kdy se objevovala na stolech šlechticů. Dnes je její použití v kuchyni běžné v Evropě a Severní Americe. V roce 1836 ji švédský mykolog Elias Fries popsal jako „jednu z nejdůležitějších a nejlepších jedlých hub“.

## Podobné druhy
- Liška bledá (Cantharellus pallens) se odlišuje svou nažloutlou až bělavou barvou, její další rysy jsou s liškou obecnou shodné. Jedlá a podobně vyhledávaná.[3]
- Liška ametystová (Cantharellus amethysteus) se odlišuje větší velikostí a nafialovělým nádechem klobouku, je jedlá a mnozí houbaři ji od l. obecné neodlišují
- Lištička pomerančová (Hygrophoropsis aurantiaca) je o něco menší, má světleoranžovou dužninu. Je jedlá, ale není tolik kuchyňsky využitelná.[3]
- Lišák zprohýbaný (Hydnum repandum) se od lišky obecné liší ostnitým hymenoforem. Je jedlý.[3]
- Liška nálevkovitá (Craterellus tubaeformis), jejíž plodnice je na rozdíl od lišky obecné žlutohnědá. Je jedlá.[3]
- Hlíva olivová (Omphalotus olearius) se od lišky odlišuje výrazně. Má naspod klobouku vysoké, hustě uspořádané lupeny. Roste v trsech a v Česku se vyskytuje pouze vzácně. Je jedovatá.